# Małgorzata Nowak (muzykolog)
Małgorzata Zuzanna Nowak (ur. 1962 w Częstochowie) – muzykolog, krytyk muzyczny, animatorka życia muzycznego.
W 1987 roku ukończyła z wyróżnieniem studia muzykologiczne w Akademii Teologii Katolickiej (obecnie Uniwersytet Kardynała Stefana Wyszyńskiego) w Warszawie. Od 1990 roku pracuje w Częstochowie, od 1993 pełni funkcję dyrektora Międzynarodowego Festiwalu Muzyki Sakralnej „Gaude Mater”.
Od 1995 do 2012 r. dyrektorka Ośrodka Promocji Kultury „Gaude Mater”.
W 2005 otrzymała Brązowy Medal „Zasłużony Kulturze Gloria Artis”.